# Alice di Châtillon
Alice di Châtillon (1181 – 1235) fu per matrimonio con il marchese Azzo VI d'Este, come sua terza moglie, marchesa consorte di Este, governatrice e signora consorte di Ferrara, marchesa consorte di Ancona e contessa consorte di Loreto.

## Famiglia e primi anni
Alice era la figlia di Rinaldo di Châtillon, ex principe di Antiochia (1125 - 4 luglio del 1187), e la sua seconda moglie, Stefania de Milly (m. 1197). Alice aveva una sorellastra, Inês de Châtillon (1154-1184), che divenne regina d'Ungheria nel 1172, e due fratellastri, Boemondo e Raimondo, questi tre figli della principessa Costanza d'Antiochia, la prima moglie di suo padre. Apparteneva alla casa Châtillon, che era, grazie al primo matrimonio del padre, legato alle case francesi che all'epoca dominavano il Levante.

## Matrimonio e governo come consorte
Con il suo matrimonio con Azzo VI d'Este, gli Estensi furono ben supportati da Salinguerra I Torelli, che sarebbe diventato il più grande nemico di suo marito nella guerra tra guelfi e ghibellini. In questo modo i ghibellini sostenevano l'imperatore e i guelfi il papa. Azzo guidò nella guerra tutti i guelfi di Venezia contro Salinguerra II Torelli, capo dei ghibellini ferraresi nel 1205. Dopo due vittorie nel 1208 contro i suoi nemici, finì padrone di Ferrara e Verona, avendo poi in quest'ultima autorità suprema.
Parente di Azzo, l'imperatore Ottone IV di Germania venne in Italia per riconciliarlo con Salinguerra, ma Salinguerra ruppe l'alleanza. Azzo si alleò poi con papa Innocenzo III contro l'imperatore. Nel 1210 il papa lo nominò marchese d'Ancona e dei suoi discendenti e Ferrara lo nominò suo signore.

## Il governo del figliastro e del figlio
Nel 1212 Azzo fu sconfitto in una nuova guerra. Si rifugiò a Verona, dove morì il 18 novembre dello stesso anno. Azzo, nel suo testamento, lasciò l'Abbazia di Santa Maria delle Carceri di Carceri come sua proprietà. Ad Azzo succedette come capofamiglia Aldobrandino I d'Este, (a causa delle lotte con il fratello, alcuni nascosero il figlio maschio San Contardo che fu riconosciuto erede legittimo solo dopo la sua prematura morte), dopo un breve governo di tre anni, in cui, come suo padre, ottenne il titolo di marchese di Ferrara. Aldobrandino, come successore del padre alla Marca di Ancona,  sostenne papa Innocenzo III nella guerra tra guelfi e ghibellini.
In questo modo Alice era orgogliosa di vedere suo figlio, Azzo, salire al potere. Azzo, come i suoi predecessori, appoggiò il papa contro l'imperatore, che all'epoca era Federico II di Germania. Combatté contro l'Imperatore durante una campagna nel Nord Italia. Tuttavia, la situazione interna dei domini Azzo peggiorò: nel 1222 fu deposto dal ghibellino Salinguerra II Torelli, figlio di Salinguerra I, principale nemico del defunto Azzo VI. Solo nel 1240, dopo la morte di Alice, Azzo tornò a riconquistare il suo dominio.

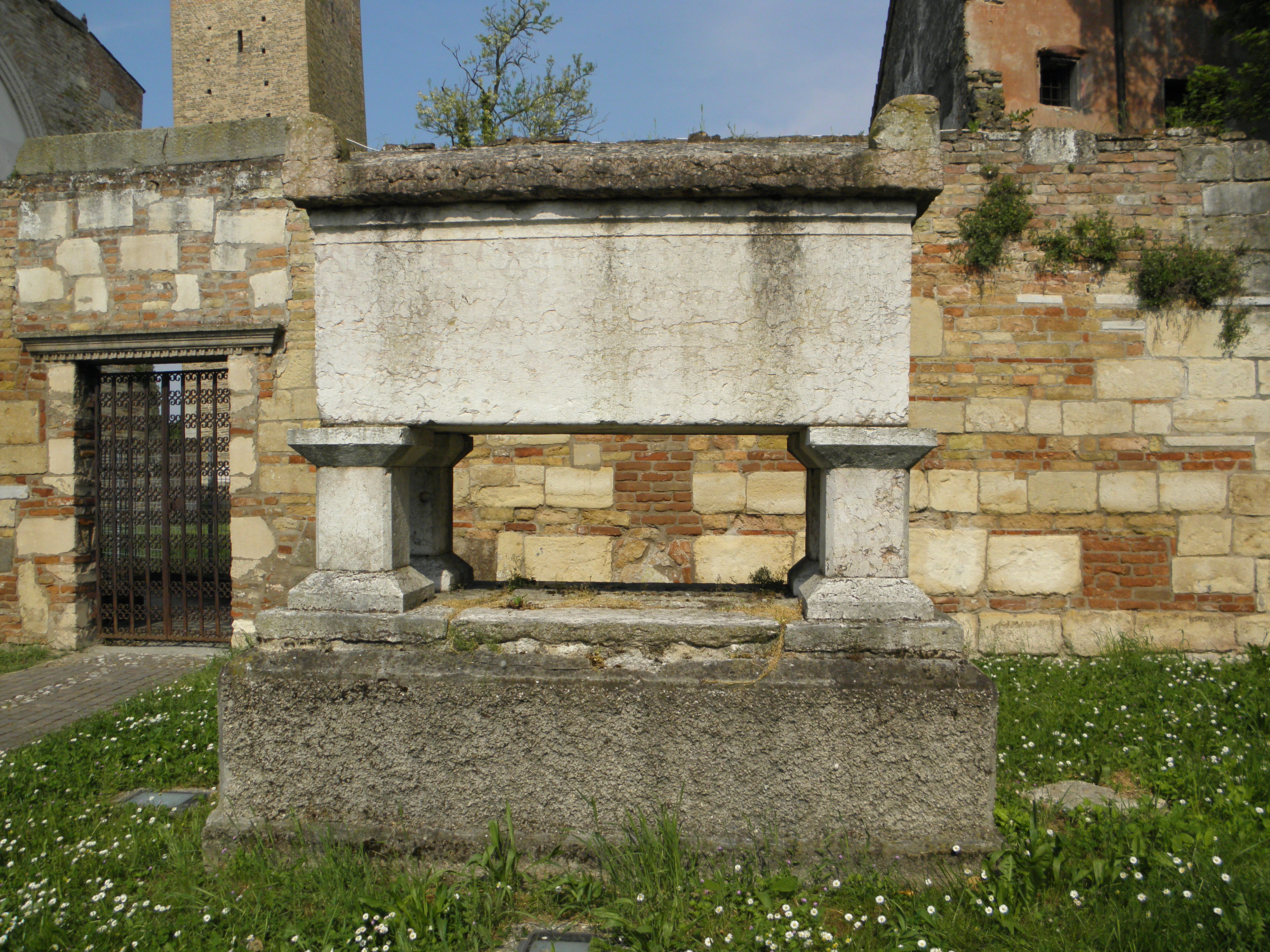
Il sarcofago che conteneva i resti di Azzo VI d'Este e Alice di Châtillon nella piazza antistante l'abbazia della Vangadizza a Badia Polesine

## Morte
Alice morì nel 1235 e fu sepolta con il marito, nell'abbazia della Vangadizza, nell'attuale comune di Badia Polesine, in Veneto.

## Matrimonio e prole
Il 22 febbraio del 1204, Alice sposò Azzo VI d'Este (c. 1170-18 novembre del 1212), figlio di Azzo V d'Este. Dal marchese ebbe:
- Azzo (1205-1264), il suo secondo erede. Fu lui a garantire la continuità della dinastia;
- Costanza (novembre 1212 - prima dell'8 novembre del 1216), morì giovane.[3]
- Ascendente di San Contardo

## Ascendenza
|                      |                  |                          | Genitori                 |  |  | Nonni               |  |  | Bisnonni             |  |
|                      |                  |                          |                          |  |  | Enrico di Châtillon |  |  | Gaucher di Châtillon |  |
|                      |                  |                          |                          |  |  | Enrico di Châtillon |  |  | Gaucher di Châtillon |  |
|                      |                  | Matilde di Lovanio       |                          |  |  | Enrico di Châtillon |  |  |                      |  |
| Rinaldo di Châtillon |                  |                          |                          |  |  | Enrico di Châtillon |  |  |                      |  |
|                      |                  | Ermengarde de Montjay    | Aubry de Montjay         |  |  |                     |  |  |                      |  |
|                      |                  | Ermengarde de Montjay    | Aubry de Montjay         |  |  |                     |  |  |                      |  |
|                      |                  | Ermengarde de Montjay    | …                        |  |  |                     |  |  |                      |  |
| Alice di Châtillon   |                  | Ermengarde de Montjay    |                          |  |  |                     |  |  |                      |  |
|                      | Filippo de Milly | Guy de Milly             |                          |  |  |                     |  |  |                      |  |
|                      | Filippo de Milly | Guy de Milly             |                          |  |  |                     |  |  |                      |  |
|                      | Filippo de Milly | Stefania delle Fiandre   |                          |  |  |                     |  |  |                      |  |
| Stefania de Milly    | Filippo de Milly |                          |                          |  |  |                     |  |  |                      |  |
|                      |                  | Isabella d'Oltregiordano | Maurizio d'Oltregiordano |  |  |                     |  |  |                      |  |
|                      |                  | Isabella d'Oltregiordano | Maurizio d'Oltregiordano |  |  |                     |  |  |                      |  |
|                      |                  | Isabella d'Oltregiordano | …                        |  |  |                     |  |  |                      |  |
|                      |                  | Isabella d'Oltregiordano |                          |  |  |                     |  |  |                      |  |